# Моробе
6°50′ пд. ш. 146°40′ сх. д. / 6.833° пд. ш. 146.667° сх. д.
Моробе — провінція Папуа Нової Гвінеї. Адміністративний центр — місто Лае (100 677 осіб — дані за 2012). У містах основною мовою є англійська та піджин. В інших районах поширена суміш німецької мови та місцевих мов.

## Географія
Провінція розташована на північному сході Папуа Нової Гвінеї (острів Нова Гвінея) і на кількох невеликих островах, найбільший з яких — Умбой. Межує з провінціями: Маданг — на північному заході, Східний Гайлендс — на заході, Галф — на південному заході, Центральна та Оро — на півдні. Найвища гірська вершина — гора Банґета (4121 м) в гірському хребті Саруваґет. найбільші річки: Раму, у верхній течії та Маркем (180 км). Площа провінції становить 33 705 км² (5-ме місце).

## Населення
За результатами перепису населення у 2000 році чисельність жителів становила 539 725 осіб, що відповідало 1-му місцю серед всіх провінцій країни. За переписом 2011 року населення провінції становило 674 810 осіб (1-ше місце).
| 1980    | 1990     | 2000     | 2011     |
| ------- | -------- | -------- | -------- |
| 310 622 | ▲380 117 | ▲539 725 | ▲674 810 |

## Економіка
Основним заняттям населення є збір врожаю какао, кави, копри та цукру, а також тропічних фруктів (бананів, кокосів). Починає розвиватися паливно-енергетичний комплекс. Слабкий розвиток інфраструктури значно перешкоджає подальшому розвитку економіки Моробе.

## Адміністративний поділ
Провінція ділиться на дев'ять районів:
- Булоло
- Гуон
- Кабвум
- Лае
- Маркем
- Мениами
- Наває
- Теває-Сяссі
- Фіншгафен